# Charles Castronovo
Charles Castronovo, né le 19 juin 1975, est un ténor lyrique américain. Il possède un vaste répertoire qui le conduit sur la plupart des grandes scènes internationales.

## Carrière
Charles Castronovo est né à New York d'un père sicilien et d'une mère équatorienne. Il fait ses études de musique à la California State University. Il commence sa carrière lyrique en 1998 comme résident à l'Opéra de Los Angeles lorsqu'il attire l'attention du chef de choeur, William Vendice, qui l'engage comme choriste.
À l'été 1998, il participe au prestigieux programme Merola Opera de l'Opéra de San Francisco, puis rejoint le programme Lindemann Young Artist Development du Metropolitan Opera. Il fait ses débuts à New York, au Metropolitan opéra, en septembre 1999 dans le petit rôle de Beppe dans Pagliacci, puis multiplie les emplois très secondaires comme le premier prisonnier de Fidelio en décembre 2000, un garde dans Manon en mars 2001.
Il aborde son premier rôle important au MET en décembre 2012 en Don Ottavio dans Don Giovanni  aux côtés d'Ildar Abdrazakov dans le rôle-titre et sous la direction d'Edward Gardner puis ceux de Roméo dans Roméo et Juliette en 2018, Tamino dans la Flûte enchantée en 2017, de  Riccardo dans Un ballo in Maschera en 2023, Rodolfo dans la Bohème en juin 2023.
Dans le même temps, sur différentes scènes d'opéra aux USA et en Europe, il chante de nombreux rôles de premier plan du répertoire classique et lyrique italien et français, notamment les rôles d' Ernesto dans Don Pasquale, Fenton dans Falstaff , Ferrando dans Così fan tutte , et Alfredo dans La traviata, Nadir dans Les pêcheurs de perles, le Duc dans Rigoletto, Edgardo dans Lucia di Lammermoor, Faust , Belmonte dans Die Entführung aus dem Serail et Mylio dans Le roi d'Ys.
Il est remarqué lors de sa prise de rôle en Tom Rakewell  dans The Rake's Progress au Royal Opera House à Londres puis à l'Opéra Garnier à Paris en 2012 où la critique de l'Avant-scène opéra souligne « En Débauché attendrissant, Charles Castronovo use de ses qualités de styliste – timbre sombré et chant tenu, nuances délicates jusque dans l’aigu ».
Il aborde également à l'automne 2010, le rôle de Mario Ruoppolo lors de la première mondiale d'Il Postino de Daniel Catán à l'Opéra de Los Angeles, aux côtés de Plácido Domingo. Cette création a été reprise en juin 2011 au Théâtre du Châtelet, à Paris, toujours avec Plácido Domingo.
À l'été 2011, Charles Castronovo a fait ses débuts au Festival d'Aix-en-Provence, aux côtés de la soprano française Natalie Dessay dans La traviata, la performance étant critiquée notamment dans Le Monde où l'Alfredo est jugé « insipide ».
À l'été 2014, il interprète le rôle-titre de La Damnation de Faust , remplaçant Ramón Vargas, au Festival de Verbier sous la direction de Charles Dutoit,, rôle qu'il reprendra à plusieurs reprises notamment en 2021 au festival de Salzbourg.
La suite de sa carrière le voit interpréter des rôles lyriques plus lourds comme celui de Don José dans Carmen, de Jason dans Médée, de Don Carlos dans la version italienne en 2023 à Genève, comme française, en mars-avril 2025 à l'Opéra Bastille.

## Discographie et Vidéographie

### CD intégrales et solo
- La Clemenza Di Tito - Vassilina Kasarova, Véronique Gens, Charles Castronovo, Michelle Breedt, Alexia Voulgaridou, Choeur du Bayerischen Rundfunks, Münchner Rundfunkorchester sous la direction de Pinchas Steinberg - RCA -2006
- Virginia (Mercadante) - Susan Patterson, Stefano Antonucci, Paul Charles Clarke, Charles Castronovo, Andrew Foster-Williams, Katherine Manley, Mark Le Brocq, London Philharmonic Orchestra sous la direction de  Maurizio Benini – Opera rara -2009
- Dolce Napoli (Les chants napolitains) -  Charles Castronovo - GPR Records - 2013
- La Jacquerie - Edouard Lalo, Arthur Coquard, Charles Castronovo, Véronique Gens, Nora Gubisch, Patrick Davin - Palazzetto Bru Zane - 2016
- Paris-Madrid, airs d'opéras variés - Charles Castronovo, Sandrine Piau, Rolando Villazón, Liat Cohen – Paris Madrid - CD Erato  2018
- Messa Da Requiem  - Staatskapelle Dresden sous la direction de Christian Thielemann, Krassimira Stoyanova, Marina Prudenskaja, Charles Castronovo, Georg Zeppenfeld · Sächsischer Staatsopernchor Dresden – Profil Edition Günter Hänssler - 2019
- La traviata, avec Marina Rebeka ;  Charles Castronovo ; George Petean et le State Choir Latvija, le  Latvian Festival Orchestra direction : Michael Balke. 2 CD Prima Classic. Enregistré à Riga en mars et avril 2019. 2020
- Messa Di Gloria & Orchestral Works (Puccini), Charles Castronovo, Ludovic Tézier, Orfeó Català, Orchestre Philharmonique Du Luxembourg, Gustavo Gimeno - Harmonia Mundi - 2023
- Puccini/I canti - airs de Puccini - Charles Castronovo (ténor). Münchner Rundfunkorchester. Direction musicale : Ivan Repušić. 1 CD BR Klassik. Enregistré au Studio 1 de BR, Munich entre le 6 et le 10 février 2023 - CD BR Klassik - 2024
- Noble Renegades – Scenes & Arias (Giuseppe Verdi) - Charles Castronovo - sous la direction de Constantine Orbelian, Kaunas City Symphony Orchestra - Delos - 2024

### Vidéo
- Mireille  (Gounod) - Inva Mula, Charles Castronovo, direction de Marc Minkowski, mise en scène de Nicolas Joel, Orchestre* Et Choeur National De L'Opéra De Paris, François Roussillon –(2×DVD, DVD-Video, NTSC, All regions) - FRA Musica - 2010
- Il Postino  (Daniel Catán) - Placido Domingo, Charles Castronovo – DVD, DVD-Video, NTSC - Sony Classical - 2012
- Don Giovanni (W. A. Mozart), Erwin Schrott, Anna Netrebko, Charles Castronovo, Malena Ernman, Luca Pisaroni, Balthasar-Neumann-Ensemble, Balthasar-Neumann-Chor, Thomas Hengelbrock – Don Giovanni - Sony Classical - 2014
- La traviata (Giuseppe Verdi) -   Natalie Dessay, Charles Castronovo, Ludovic Tézier, London Symphony Orchestra, Estonian Philharmonic Chamber Choir, direction musicale de Louis Langrée, mise en scène de Jean-François Sivadier – (DVD, DVD-Video, NTSC, RE) - Erato, Warner Classics, Erato- 2012
- La traviata. Ermonella Jaho, Charles Castronovo, Placido Domingo sous la direction de Antonello Manacorda, mise en scène de Richard Eyre - DVD du Royal Opera House - 2019
- Alceste (Gluck). Charles Castronovo, Dorothea Röschmann, Michael Nagy, direction musicale d'Antonello Manacorda, mise en scène de Sidi Larbi Cherkaoui. orchestre et choeur du Bayerische Staatsoper - DVD  C Major Entertainment-  2021

## Distinctions
- International Opera Award dans la catégorie « interprète masculin » (2019)[17].